# Sunday Dinner for a Soldier
Sunday Dinner for a Soldier is een Amerikaanse dramafilm uit 1944 onder regie van Lloyd Bacon.

## Verhaal
Een arm gezin in Floria legt zoveel mogelijk geld opzij om een soldaat in de watten te kunnen leggen, die ze hebben uitgenodigd voor een zondags etentje. Ze zijn er zich niet van bewust dat hun uitnodiging nooit werd verstuurd. Op de dag van het diner wordt er een andere soldaat naar hun huis gebracht. Al gauw bloeit de liefde op tussen de soldaat en Tessa Osborne, de jonge vrouw die instaat voor het huishouden.

## Rolverdeling
| Acteur            | Personage           |
| ----------------- | ------------------- |
| Anne Baxter       | Tessa Osborne       |
| John Hodiak       | Sergeant Eric Moore |
| Charles Winninger | Dudley Osborne      |
| Anne Revere       | Agatha Butterfield  |
| Connie Marshall   | Mary Osborne        |
| Chill Wills       | Mijnheer York       |
| Robert Bailey     | Kenneth Normand     |
| Bobby Driscoll    | Jeep Osborne        |
| Jane Darwell      | Helen Dobson        |